# Morethia adelaidensis
Espèce
Synonymes
- Ablepharus anomalus adelaidensis Peters, 1874

Morethia adelaidensis est une espèce de sauriens de la famille des Scincidae.

## Répartition
Cette espèce est endémique d'Australie. Elle se rencontre en Australie-Occidentale, au Queensland, en Nouvelle-Galles du Sud, en Australie-Méridionale et au Victoria.

## Étymologie
Son nom d'espèce, composé de adelaid et du suffixe latin -ensis, « qui vit dans, qui habite », lui a été donné en référence au lieu de sa découverte : Adélaïde.

## Publication originale
- Peters, 1874 : Über einige neue Reptilien (Lacerta, Eremias, Diploglossus, Euprepes, Lygosoma, Sepsina, Ablepharus, Simotes, Onychocephalus). Monatsberichte der Königlich preussischen Akademie der Wissenschaften zu Berlin, vol. 1874, p. 368-377 (texte intégral).